# كليف ريتشارد
كليف ريتشارد (بالإنجليزية: Cliff Richard)‏ (ولد في 14 أكتوبر 1940 م في الهند) من أشهر مطربي القرن العشرين في بريطانيا، اسمه الحقيقي هاري ويب. ولد في عام 1940 م من أب إنجليزي. كان يلقب في بداياته بأمير الروك أو ألفيس البريطاني. بدأت شهرته في أواخر خمسينيات القرن الماضي، وتعتبر فترة الستينيات هي فترته الذهبية مع فرقته الموسيقية ذو شادوز. والمعروف ان شعبيته في بريطانيا وأوروبا وآسيا تقارن بشعبية ملك الروك ألفيس بريسلي وفرقة البيتلز باستثناء أمريكا. ومن المعروف أيضا أن عدة فنانين بريطانيين تأثروا بفنه وأسلوبه الغنائي ممن ظهروا بعده في فترة السبعينيات أمثال ألتون جون ودافيد بوي وليو ساير واريك كلابتون. وفي عام 1995 كرمته الملكة إليزابيث الثانية بلقب فارس وأصبح معروفا بلقب بيتر بان البوب أو سير كليف.

## حقائق
- أول فنان بريطاني يغني الروك أند رول
- أول نجم بريطاني مراهق
- أول مغني بريطاني يصبح ظاهرة عالمية
- استبدل فنه من الروك اند رول إلى البوب،الاغاني الرومانسية الاوركيسترا والغوسبل من بعد ظهور البيتلز وموجة الغزو البريطاني (The British Invasion)
- في الفترة ما بين عامي 1976 إلى 1988 استطاع أن يحقق نجاحات جيدة في أمريكا
- منذ بداية شهرته عام 1958 إلى عام 1968 كان يغني تحت اسم Cliff Richard and the Shadows
- أكثر مغني حقق أعلى المبيعات في بريطانيا متجاوزا الفيس بريسلي، فرانك سيناترا والبيتلز
- عدة اغاني استطاعت ان تحرز المركز الأول في خمسة عقود والTop 10 في ستة عقود
- مكتشف الفنانة الأسترالية Olivia Newton Jones.
- شارك مرتين في مسابقة يوروفيجن للأغاني، الأولى في عام 1968، والثانية في العام 1973.

## روابط خارجية
- كليف ريتشارد على موقع IMDb (الإنجليزية)
- كليف ريتشارد على موقع الموسوعة البريطانية (الإنجليزية)
- كليف ريتشارد على موقع مونزينجر (الألمانية)
- كليف ريتشارد على موقع ألو سيني (الفرنسية)
- كليف ريتشارد على موقع ميوزك برينز (الإنجليزية)
- كليف ريتشارد على موقع تيرنر كلاسيك موفيز (الإنجليزية)
- كليف ريتشارد على موقع أول موفي (الإنجليزية)
- كليف ريتشارد على موقع قاعدة بيانات الأفلام السويدية (السويدية)
- كليف ريتشارد على موقع إن إن دي بي (الإنجليزية)
- كليف ريتشارد على موقع أول ميوزيك (الإنجليزية)